# Казе Менили (Пескара)
Казе Менили (итал. Case Mennilli) је насеље у Италији у округу Пескара, региону Абруцо.
Према процени из 2011. у насељу је живело 28 становника. Насеље се налази на надморској висини од 117 м.